# Margarita Cabello Blanco
Margarita Leonor Cabello Blanco (Barranquilla, 12 de febrero de 1957) es una abogada colombiana. Desde enero de 2021 hasta el 15 de enero de 2025 ejerció como procuradora general de la nación, electa para un período de cuatro años por el Senado a partir de una terna integrada por candidatos postulados por el presidente de la República, la Corte Suprema de Justicia y el Consejo de Estado. Se desempeñó como Ministra de Justicia y del Derecho durante el gobierno  de Iván Duque, de junio de 2019 a agosto de 2020, cuando renunció para participar de la elección del titular para 2021 de la PGN como candidata de Duque. Fue elegida por el Senado de la República como la primera mujer en ocupar la máxima dirección del Ministerio Público, el 27 de agosto de 2020, cargo en el que entró en funciones el 15 de enero de 2021.
Cabello es reconocida por su larga trayectoria judicial y sus relaciones políticas; se le considera cercana al uribismo y a la clase dirigente tradicional del departamento del Atlántico. En 2009 Cabello integró la terna para la elección como fiscal general de la Nación, por iniciativa del expresidente Álvaro Uribe, por parte de la Corte Suprema de Justicia.
Cabello fue presidenta de la Corte Suprema de Justicia desde marzo de 2016 hasta mediados de enero de 2017. Su elección estuvo a cargo de la Sala Plena de la Corte Suprema de Justicia.

## Biografía

### Estudios
Margarita Cabello estudió Derecho en la Universidad de la Costa, en Barranquilla. Posteriormente continuó su formación académica pos gradual especializándose en Derecho de familia en la Universidad Autónoma de Bucaramanga y Derecho procesal civil en la Universidad Externado de Colombia.

### Actividad laboral
Comenzó su carrera laboral en la ciudad de Barranquilla como escribiente, en la década de 1980. Continuó su actividad laboral como juez penal en el municipio de Sabanalarga (Atlántico). Para 1983 había llegado a desempeñarse como Juez Tercero de Menores, trabajo que ejerció hasta 1985. En ese mismo año se desempeñó como Juez Sexto Civil Circuito en Barranquilla.
Laboró como Jefe de Jurídica durante dos meses en una empresa llamada Corporación Financiera del Norte (Cofinorte), una compañía del Grupo Santo Domingo. Luego de su corto paso por la corporación financiera, Margarita Cabello se desempeñó como Magistrada de la Sala de Familia hasta 1996 y continuó como Magistrada de la Sala Civil-Familia hasta 2009, ambas funciones laboradas en su ciudad natal. También trabajó durante un lapso como coordinadora de la Escuela Judicial Rodrigo Lara Bonilla (1999 hasta 2002). Desde 2009 hasta mediados del mes de febrero de 2013 se desempeñó como Delegada de la Sala Disciplinaria en la Procuraduría General de la Nación (Colombia). El 25 de febrero de 2013 se posesionó como Presidenta de la Sala de Casación Civil de la Corte Suprema de Justicia, por elección de la Sala Plena.
Ha sido reconocida con la Medalla José Ignacio de Márquez por el Consejo Superior de la Judicatura, máximo reconocimiento que se otorga en el país en la rama así como múltiples reconocimientos como mejor magistrada del año.

## Procuradora general
En el año 2020, Cabello Blanco fue elegida por el senado como la primera procuradora general de la nación con los apoyos de los partidos de gobierno Cambio Radical, el Centro Democrático, el Partido Liberal, el Partido Conservador, el Partido de la U y los partidos de origen cristiano Mira y Colombia Justa Libres.

### Críticas a su gestión
Cabello ha sido cuestionada por sesgo ideológico para tomar sus decisiones como procuradora, situación que ella ha desestimado. En su discurso de posesión se le criticó que se refiriera al gobierno de Iván Duque como «nuestro gobierno», según algunos analistas esto puso en duda la independencia del ente de control que dirige y que tiene como función vigilar, entre otros, a dicho Gobierno. Igualmente le han sido criticadas su cercanía con políticos como la familia Char y otros aliados del uribismo, así como sus decisiones sancionatorias a contradictores políticos cercanos a la centro izquierda o izquierda como la suspensión del alcalde de Medellín Daniel Quintero y a funcionarios del gobierno de Gustavo Petro como Daniel Rojas director de la Sociedad de Activos Especiales.